# سرقة العملات المعماة
سرقة العملات المعماة أو التعدين الخبيث (بالإنجليزية: Cryptojacking)‏ هو عملية استغلال لموارد جهاز الكمبيوتر لاستخراج العملات المشفرة ضد إرادة المستخدم، من خلال مواقع الويب ،    أو عندما يكون المستخدم غير مدرك.  أحد البرامج البارزة المستخدمة في التعدين الخبيث كان كوينهايف، والذي تم استخدامه في أكثر من ثلثي عمليات التعدين الخبيث قبل إيقاف تشغيله في مارس 2019.  غالبًا ما تكون العملات المشفرة التي يتم تعدينها هي عملات مغمورة مثل مونيرو وزيكاش .  
مثل معظم الهجمات الخبيثة على أجهزة الكمبيوتر، فإن الدافع هو الربح، ولكن على عكس التهديدات الأخرى، فقد تم تصميمه ليظل مخفيًا تمامًا عن المستخدم. يمكن أن تؤدي برامج التعدين الخبيث الضارة إلى تباطؤ وتعطل الجهاز بسبب إجهاد الموارد الجهاز وقطعه. 

## أحداث بارزة
في يونيو 2011 ، حذرت شركة سيمانتك من احتمال قيام الروبوتات بالتنقيب سرًا عن عملات البيتكوين.  استخدمت البرمجيات الخبيثة إمكانات الحوسبة المتوازية لوحدات معالجة الرسومات المضمنة في العديد من بطاقات الرسوميات الحديثة.  على الرغم من أن متوسط جهاز الكمبيوتر المزود بمعالج رسومات مدمج غير مفيد تقريبًا في تعدين البيتكوين، إلا أن عشرات الآلاف من أجهزة الكمبيوتر المحملة ببرامج ضارة للتعدين يمكن أن تؤدي إلى بعض الأضرار. 
في منتصف أغسطس 2011، تم اكتشاف شبكات تعدين للبيتكوين،  وبعد أقل من ثلاثة أشهر، أصابت أحصنة طروادة لتعدين البيتكوين نظام التشغيل ماك أو إس. 
في أبريل 2013 ، اتُهمت منظمة الرياضة الإلكترونية E-Sports Entertainment باختطاف 14000 جهاز كمبيوتر لتعدين عملات البيتكوين؛ قامت الشركة فيما بعد بتسوية القضية مع ولاية نيوجيرسي. 
ألقت الشرطة الألمانية القبض على شخصين في ديسمبر 2013 قاما بتخصيص برامج متمتة لتعدين البيتكوين، وقالت الشرطة إنها استخدمت لتعدين ما لا يقل عن 950 ألف دولار من عملات البيتكوين. 
لمدة أربعة أيام في ديسمبر 2013 ويناير 2014، قامت شركة ياهو! أوروبا باستضافة إعلان يحتوي على برمجيات خبيثة لتعدين البيتكوين أصابت ما يقدر بنحو مليوني جهاز كمبيوتر.  تم اكتشاف البرنامج المسمى بـ "سيفنت"، لأول مرة في منتصف عام 2013 وتم تجميعه مع العديد من حزم البرمجيات. قامت شركة مايكروسوفت بإزالة البرمجية الضارة من خلال برنامجها مايكروسوفت سكيورتي إسنشالز وبرامج الأمان الأخرى. 
تم نشر عدة تقارير عن موظفين أو طلاب يستخدمون أجهزة كمبيوتر جامعية أو بحثية لتعدين البيتكوين. 
في 20 فبراير 2014، تم تسريح عضو من مجتمع هارفارد من وصوله إلى مرافق الحوسبة البحثية بالجامعة بعد إنشاء عملية تعدين لعملة دجكوين باستخدام شبكة أبحاث هارفارد ، وفقًا لرسالة بريد إلكتروني داخلية عممت بواسطة كلية الآداب والعلوم لمسؤولو الحوسبة البحثية. 
أبلغت آرس تكنيكا في يناير 2018 أن إعلانات يوتيوب تحتوي على شفرة جافا سكريبت التي استخرجت العملة المشفرة مونيرو. 
في عام 2021 ، تم العثور على ثغرات أمنية متعددة في خوادم مايكروسوفت إكستشينج، مما يسمح بتنفيذ التعليمات البرمجية عن بُعد . تم استغلال هذه الثغرات لتعدين العملات المشفرة. 

## أنظر أيضًا
- العملات المشفرة والجريمة
- عملة معماة